# U-358 (tàu ngầm Đức)
U-358 là một tàu ngầm tấn công  Lớp Type VII thuộc phân lớp Type VIIC được Hải quân Đức Quốc Xã chế tạo trong Chiến tranh Thế giới thứ hai. Nhập biên chế năm 1942, nó đã thực hiện được năm chuyến tuần tra, đánh chìm được bốn tàu buôn với tổng tải trọng 17.753 GRT cùng một tàu chiến tải trọng 1.192 tấn. Trong chuyến tuần tra cuối cùng tại Đại Tây Dương, U-358 bị các tàu chiến Anh đánh chìm phía Bắc quần đảo Azores vào ngày 1 tháng 3, 1944.

## Thiết kế và chế tạo

### Thiết kế

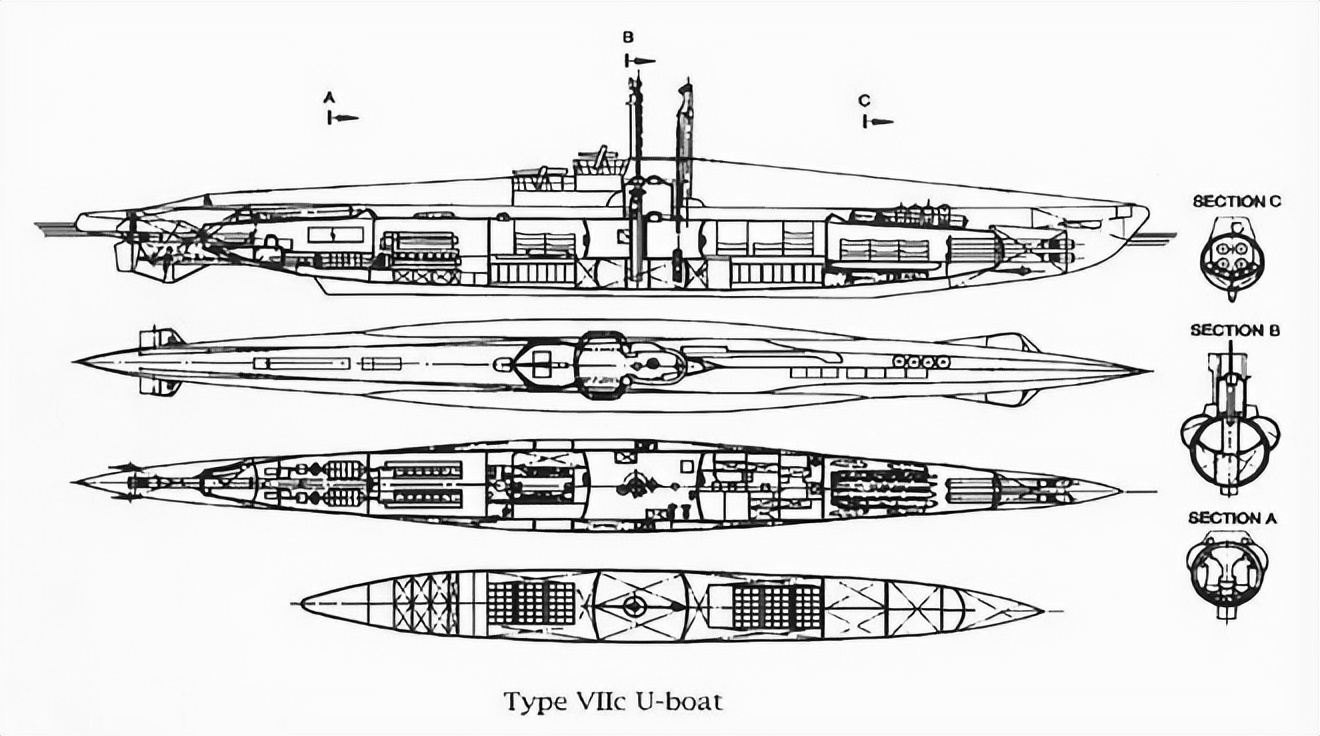
Sơ đồ các mặt cắt một tàu ngầm Type VIIC

Phân lớp VIIC của Tàu ngầm Type VII là một phiên bản VIIB được kéo dài thêm. Chúng có trọng lượng choán nước 769 t (757 tấn Anh) khi nổi và 871 t (857 tấn Anh) khi lặn). Con tàu có chiều dài chung 67,10 m (220 ft 2 in), lớp vỏ trong chịu áp lực dài 50,50 m (165 ft 8 in), mạn tàu rộng 6,20 m (20 ft 4 in), chiều cao 9,60 m (31 ft 6 in) và mớn nước 4,74 m (15 ft 7 in).
Chúng trang bị hai động cơ diesel Germaniawerft F46 siêu tăng áp 6-xy lanh 4 thì, tổng công suất 2.800–3.200 PS (2.100–2.400 kW; 2.800–3.200 bhp), dẫn động hai trục chân vịt đường kính 1,23 m (4,0 ft), cho phép đạt tốc độ tối đa 17,7 kn (32,8 km/h), và tầm hoạt động tối đa 8.500 nmi (15.700 km) khi đi tốc độ đường trường 10 kn (19 km/h). Khi đi ngầm dưới nước, chúng sử dụng hai động cơ/máy phát điện AEG GU 460/8-276 tổng công suất 750 PS (550 kW; 740 shp). Tốc độ tối đa khi lặn là 7,6 kn (14,1 km/h), và tầm hoạt động 80 nmi (150 km) ở tốc độ 4 kn (7,4 km/h). Con tàu có khả năng lặn sâu đến 230 m (750 ft).
Vũ khí trang bị có năm ống phóng ngư lôi 53,3 cm (21 in), bao gồm bốn ống trước mũi và một ống phía đuôi, và mang theo tổng cộng 14 quả ngư lôi, hoặc tối đa 22 quả thủy lôi TMA, hoặc 33 quả TMB. Tàu ngầm Type VIIC bố trí một hải pháo 8,8 cm SK C/35 cùng một pháo phòng không 2 cm (0,79 in) trên boong tàu. Thủy thủ đoàn bao gồm 4 sĩ quan và 40-56 thủy thủ.

### Chế tạo
U-358 được đặt hàng vào ngày 26 tháng 10, 1939, và được đặt lườn tại xưởng tàu của hãng Flensburger Schiffbau-Gesellschaft ở Flensburg vào ngày 25 tháng 6, 1940. Nó được hạ thủy vào ngày 30 tháng 4, 1942, và nhập biên chế cùng Hải quân Đức Quốc Xã vào ngày 15 tháng 8, 1942 dưới quyền chỉ huy của Hạm trưởng, Trung úy Hải quân Rolf Manke.

## Lịch sử hoạt động

### 1943

#### Chuyến tuần tra thứ nhất
Sau khi chuyển căn cứ hoạt động từ cảng Kiel, Đức sang Kristiansand, Na Uy vào giữa tháng 1, 1943, U-358 xuất phát từ đây vào ngày 16 tháng 1 cho chuyến tuần tra đầu tiên trong chiến tranh. Nó tiến ra Bắc Hải, rồi băng qua khe GIUK giữa quần đảo Faroe và Iceland để hoạt động tại khu vực giữa Bắc Đại Tây Dương cho đến tận phía Nam Greenland và phía Tây Newfoundland, Canada. Ở vị trí khoảng 200 nmi (370 km) về phía Tây quần đảo Faroe, nó đã tấn công Đoàn tàu UR 59 vào ngày 22 tháng 1 và đánh chìm chiếc tàu buôn Thụy Điển Neva 1.456 GRT. Đến ngày 26 tháng 1, nó lại tấn công và đánh chìm chiếc tàu buôn Na Uy Nortind 8.221 GRT, vốn bị tách rời khỏi Đoàn tàu HX 223, ở vị trí về phía Đông mũi Farewell, Greenland. Chiếc tàu ngầm kết thúc chuyến tuần tra và đi đến cảng St. Nazaire bên bờ Đại Tây Dương của Pháp đã bị Đức chiếm đóng, đến nơi vào ngày 8 tháng 3. St. Nazaire trở thành căn cứ hoạt động chủ lực của U-358 trong suốt quãng đời hoạt động còn lại.

#### Chuyến tuần tra thứ hai
U-358 khởi hành từ St. Nazaire vào ngày 11 tháng 4 cho chuyến tuần tra thứ hai, và tiếp tục hoạt động tại vùng biển về phía Nam Greenland. Ở vị trí về phía Nam mũi Farewell vào ngày 5 tháng 5, nó đã tấn công Đoàn tàu ONS 5 và đánh chìm các tàu buôn Anh Bristol City 2.864 GRT, và Wentworth 5.212 GRT. Ngay sau đó tàu corvette Anh HMS Pink thuộc thành phần hộ tống đã phản công bằng mìn sâu, khiến U-358 bị hư hại nặng và phải rút lui về căn cứ, về đến St. Nazaire vào ngày 15 tháng 5.

#### Chuyến tuần tra thứ ba và thứ tư
U-358 thực hiến chuyến tuần tra tiếp theo từ ngày 10 tháng 6 đến ngày 1 tháng 9, là chuyến đi dài ngày nhất (84 ngày). Nó di chuyển dọc bờ biển Tây Phi để hoạt động cho đến tận khu vực vịnh Guinea.
Chiếc tàu ngầm lại khởi hành từ St. Nazaire vào ngày 23 tháng 10 cho chuyến tuần tra thứ tư, và hoạt động trong Đại Tây Dương về phía Đông Bắc quần đảo Azores trước khi quay trở về St. Nazaire vào ngày 16 tháng 12. Trong cả hai chuyến đi này, nó không đánh chìm được mục tiêu nào.

### 1944

#### Chuyến tuần tra thứ năm - Bị mất
U-358 xuất phát từ St. Nazaire vào ngày 14 tháng 2, 1944 cho chuyến tuần tra thứ năm, cũng là chuyến cuối cùng, để hoạt động tại vùng biển về phía Đông vịnh Biscay. Từ ngày 29 tháng 2, ở vị trí cách 450 nmi (830 km) về phía Bắc quần đảo Azores, nó bị các tàu frigate Hải quân Hoàng gia Anh HMS Gould, HMS Affleck, HMS Gore và HMS Garlies truy lùng, thả tổng cộng 104 quả mìn sâu tấn công và kéo dài suốt đêm. Đến sáng ngày hôm sau 1 tháng 3, Gore và Garlies rút lui về Gibraltar để tiếp thêm nhiên liệu, còn U-358 buộc phải trồi lên mặt nước sau khi đã lặn suốt 38 giờ. Chiếc U-boat phóng ngư lôi đánh chìm Gould, nhưng ngay sau đó bị mìn sâu và hải pháo của Affleck đánh chìm tại tọa độ 45°46′B 23°16′T / 45,767°B 23,267°T; 50 thành viên thủy thủ đoàn của U-358 đã tử trận, chỉ có một người duy nhất sống sót được cứu vớt và bị bắt làm tù binh chiến tranh.

### "Bầy sói" tham gia
U-358 từng tham gia mười một bầy sói:
- Haudegen (27 tháng 1 – 2 tháng 2, 1943)
- Nordsturm (2 – 9 tháng 2, 1943)
- Haudegen (9 – 15 tháng 2, 1943)
- Taifun (15 – 20 tháng 2, 1943)
- Không tên (15 – 18 tháng 4, 1943)
- Specht (19 tháng 4 – 4 tháng 5, 1943)
- Fink (4 – 6 tháng 5, 1943)
- Schill (2 – 16 tháng 11, 1943)
- Schill 1 (16 – 22 tháng 11, 1943)
- Weddigen (22 tháng 11 – 7 tháng 12, 1943)
- Preussen (22 tháng 2 – 1 tháng 3, 1944)

### Tóm tắt chiến công
U-358 đã đánh chìm được bốn tàu buôn với tổng tải trọng 17.753 GRT cùng một tàu chiến tải trọng 1.192 tấn:
| Ngày             | Tên tàu      | Quốc tịch              | Tải trọng | Số phận      |
| ---------------- | ------------ | ---------------------- | --------- | ------------ |
| 22 tháng 1, 1943 | Neva         | Sweden                 | 1.456     | Bị đánh chìm |
| 26 tháng 1, 1943 | Nortind      | Norway                 | 8.221     | Bị đánh chìm |
| 5 tháng 5, 1943  | Bristol City | United Kingdom         | 2.864     | Bị đánh chìm |
| 5 tháng 5, 1943  | Wentworth    | United Kingdom         | 5.212     | Bị đánh chìm |
| 1 tháng 3, 1944  | HMS Gould    | Hải quân Hoàng gia Anh | 1.192     | Bị đánh chìm |